# NERU -武芸道行-
『NERU -武芸道行-』（ネル ぶげいどうぎょう）は、比良賀みん也による日本の漫画。『週刊少年ジャンプ』（集英社）において、2021年31号から同年50号まで連載された。『週刊少年ジャンプ』の電子版限定で短期連載された『武芸道行 NERU』（ぶげいどうぎょうネル）をベースとしており、祖父が残した書物に記されたとおりに1人で鍛練し続ける少年を主人公とした武芸アクションが描かれる。

## 登場人物
声はボイスコミックスの担当声優。

### 主要人物
五老海 練磨（いさみ ねるま）
声 - 佐藤元
本作の主人公。中学3年→高校1年。通称ネル。祖父の後を迫い武芸家を志す。不良に絡まれている朱琵を助ける。朱琵に導かれ、天芸高校に入学した。
拝庭 朱琵（はいば あけび）
声 - 井上麻里奈
本作のヒロイン。高校2年。刀剣科。不良に絡まれている所を練磨に助けてもらう。ネルの才能を見出し、天芸高校へと導いた。
拝庭 丈九朗（はいば じょうくろう）
声 - 岡井カツノリ
高校2年。長柄科。朱琵の双子。名門・拝庭雲槍流の跡取りで槍の名手。天芸三強の一角。

### 天芸高校
仙吏 鳶（せんり とび）
高校3年。捕縛科。
羽鳥 酉一（はとり とりいち）
高校1年。
生瀬 知春（しょうぜ ともはる）
高校1年。
望宮 要（のぞみや かなめ）
高校1年。

### その他の人物
練磨の祖父
声 - 石田優人

三木 憶人（みき おくと）
声 - 伊藤節生
中学3年。
矢童 百茂（やどう もも）

薬師（やくし）

恵比須 みみ（えびす みみ）

## 用語
天門武芸十八般高等学校

拝庭雲槍流

寄生宿舎 日柱殿

## 書誌情報
- 比良賀みん也『NERU -武芸道行-』集英社〈ジャンプ・コミックス〉、全3巻
  1. 「天狗再来す」2021年11月9日発行（11月4日発売[集 1][3]）、ISBN 978-4-08-882871-8
  2. 「仕合わす」2022年1月9日発行（1月4日発売[集 2]）、ISBN 978-4-08-883008-7
  3. 「天狗舞う」2022年2月9日発行（2月4日発売[集 3]）、ISBN 978-4-08-883013-1

### 書誌出典
以下の出典は『集英社の本』（集英社）内のページ。書誌情報の発売日の出典としている。
1. ↑  “NERU -武芸道行- 1｜比良賀みん也”. 2021年11月13日閲覧。
2. ↑  “NERU -武芸道行- 2｜比良賀みん也”. 2022年1月4日閲覧。
3. ↑  “NERU -武芸道行- 3｜比良賀みん也”. 2022年2月4日閲覧。